# Keewatin Air
Keewatin Air — канадська авіакомпанія місцевого значення зі штаб-квартирою в місті Ранкін-Інлет (територія Нунавут), що виконує пасажирські та вантажні авіаперевезення з аеропорту Ранкін-Інлет.

## Історія та загальні відомості
Keewatin Air Lifeline була заснована в 1972 році колишнім пілотом авіакомпанії Lamb Air Френком Робертом Мей і його дружиною Джуді Сексбі. Свою назву компанія отримала за місцем свого утворення в регіоні Ківатін, (Північно-Західні Території).
Спочатку авіакомпанія виконувала чартерні рейси з аеропортів місцевого значення в регіоні Ківатін, потім, з 1987 року в список послуг було включено забезпечення роботи аеромобільних бригад швидкої медичної допомоги (санітарна авіація). До цього часу Keewatin Air Lifeline експлуатувала три літаки Beechcraft King Air 200. Станом на лютий 2010 року в підрозділі санавіації авіакомпанії, відомому під торговою маркою Nunavut Lifeline, працюють два літака в аеропорту Рэнкин-Інлет і один літак в аеропорту міста Черчілл (Манітоба).
У 1998 році авіакомпанія створила дочірній підрозділ Kivalliq Air для виконання регулярних пасажирських перевезень в регіоні Ківалік, а також в аеропорти міст Вінніпега і Черчілл.
У 2005 році компанія була придбана інвестиційною групою «Exchange Industrial Income Fund», у власності якої знаходиться ще одна авіакомпанія Канади Perimeter Aviation, при цьому керівництво перевізника залишилося за подружжям Френком Мей і Джуді Сексбі.

## Маршрутна мережа
Авіакомпанія Kivalliq Air здійснює регулярні пасажирські, чартерні та вантажні авіаперевезення в шість днів в тиждень по аеропортам регіону Ківаллік з вузлових портів в Черчиллі та Вінніпезі
У квітні 2011 року маршрутна мережа регулярних перевезень авіакомпанії охоплювала такі пункти призначення:
- Манітоба
  - Черчілл — аеропорт Черчілл
  - Вінніпег — міжнародний аеропорт Вінніпега імені Джеймса Армстронга Річардсона

- Нунавут
  - Арвіат — аеропорт Арвіат
  - Бейкер-Лейк — аеропорт Бейкер-Лейк
  - Честерфілд-Інлет — аеропорт Честерфілд-Інлет
  - Корал-Харбор — аеропорт Корал-Харбор
  - Ранкін-Інлет — аеропорт Ранін-Інлет
  - Репулс-Бей — аеропорт Репулс-Бей
  - Санікілуак — аеропорт Санікілуак
  - Уейл-Ков — аеропорт Уейл-Ків

## Флот

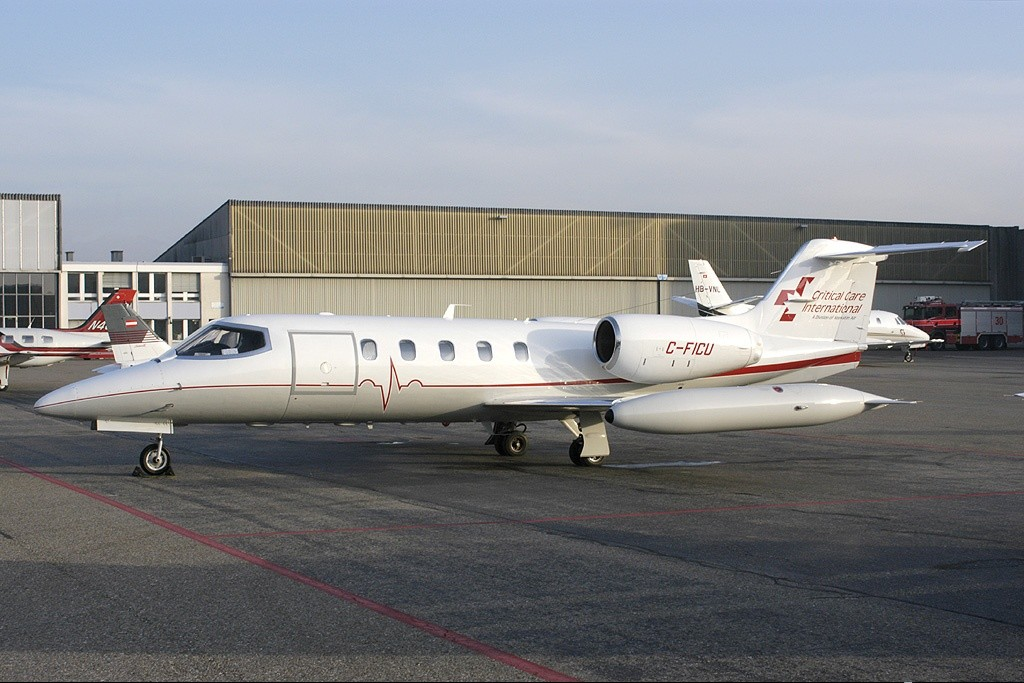
Learjet 35 авіакомпанії Keewatin Air (реєстраційний C-FICU) в цюріхському аеропорту Клотен

Станом на квітень 2011 року повітряний флот авіакомпанії Keewatin Air становили такі літаки: